# Paraná-Becken

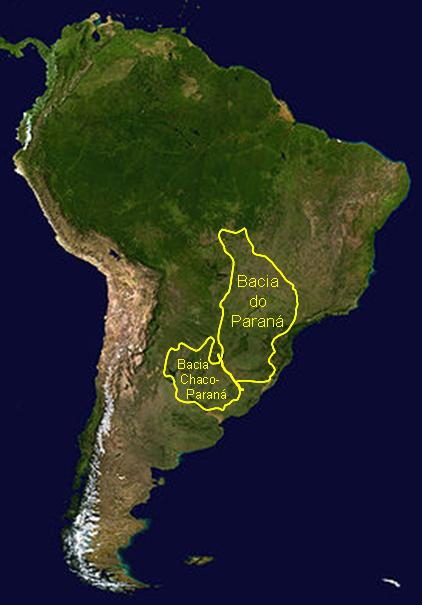
Lage des Paraná-Beckens (gelb umrandet, oben) sowie des unmittelbar benachbarten und bisweilen inkludierten Chaco-Paraná-Beckens (gelb umrandet, unten) in Südamerika

Das Paraná-Becken ist ein weitgespanntes fossiles Sedimentbecken im zentralöstlichen Südamerika. Es erstreckt sich über das nordöstliche Argentinien, den zentralsüdlichen Teil Brasiliens, das östliche Paraguay und das nördliche Uruguay, wobei der Löwenanteil (1,1 Millionen Quadratkilometer) auf brasilianisches Staatsgebiet entfällt. Das Becken hat elliptische Ausmaße und nimmt ein Areal von zirka 1,5 Millionen Quadratkilometern in Anspruch. Es bildete sich während des Paläozoikums und war bis ins Mesozoikum hinein aktiv. Seine Sedimente sind ordovizischen bis kreidezeitlichen Alters (460 bis 65 Millionen Jahre BP). Im Zentralteil des Beckens erreichen die Ablagerungen eine Gesamtmächtigkeit von bis zu 7000 Metern und sind sedimentären wie auch vulkanischen Ursprungs.
Das Paraná-Becken ist ein typisches innerkratonisches Flexurbecken (epikontinentale „Geosynklinale“), dessen Entstehung auf thermische Krustensubsidenz zurückzuführen ist, welche nach Abklingen der Mehrfachkollisionen während der Brasiliano-Gebirgsbildung/Pan-Afrikanischen Orogenese einsetzte (im Zeitraum 670 bis 520 Millionen Jahre BP fanden sieben Kollisionen statt – siehe auch Cadomische Orogenese). Im Paläozoikum bildete das Becken noch einen Meeresgolf, der nach Südwesten hin zur Hochsee geöffnet war. Während der paläozoischen Gondwaniden-Gebirgsbildung entwickelte sich das Paraná-Becken dann zu einem Vorlandbecken. Bis zur Anden-Gebirgsbildung hatte es überdies zum Chaco-Paraná-Becken Verbindung. Die Entstehungsgeschichte des Beckens steht mit der Konvergenz des ehemaligen Gondwana und der ozeanischen Kruste Panthalassas in engem Zusammenhang.
Der Río Paraná, nach dem das Paraná-Becken benannt wurde, fließt durch den Zentralteil des Beckens. Das hier beschriebene Sedimentbecken ist nicht identisch mit dem Einzugsgebiet („hydrographischen Becken“) des Río Paraná.

## Anfängliche Studien
Bereits 1841 wurde der brasilianische Teil des Beckens zum ersten Mal untersucht, Anlass war eine Prospektion der damaligen kaiserlich brasilianischen Energiebehörde auf Steinkohle. Einen Meilenstein im geologischen Verständnis des Paraná-Beckens stellte der „White Report“ dar, der im Jahr 1908 von dem US-amerikanischen Geologen Israel C. White verfasst wurde, damaliger Leiter der “Comissão de Estudos das Minas de Carvão de Pedra do Brasil” (Studienkommission der Steinkohlenbergwerke Brasiliens). Bei den Untersuchungen nach Steinkohlevorräten wurden nämlich mehrere Mesosaurusfossilien in den permischen Schwarzschiefern der Irati-Formation entdeckt, gleichzeitig stieß man auf die Glossopteris-Flora in den permischen Steinkohlen. White war einer der Ersten, die die enge Verwandtschaft der permischen Schichten Südamerikas mit ähnlichen Gesteinen aus dem Karoo-Becken Südafrikas erkannten.

## Stratigraphie

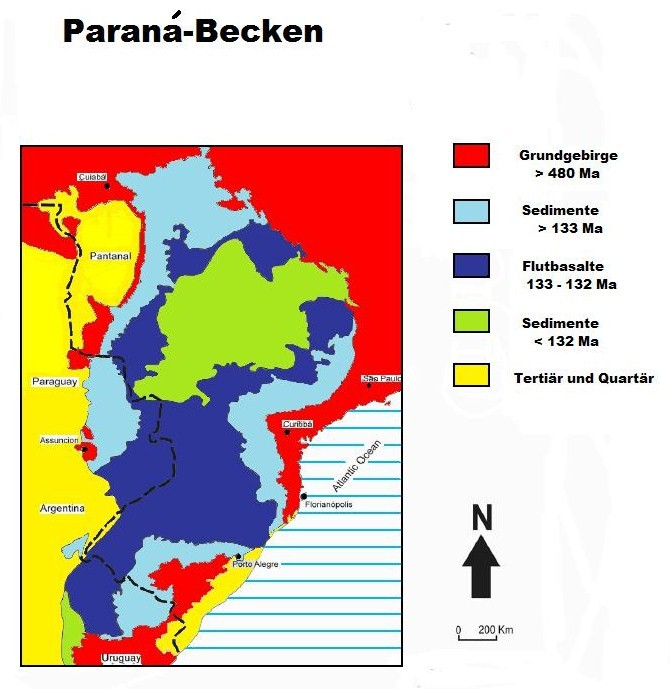
Vereinfachte geologische Karte des Paraná-Beckens

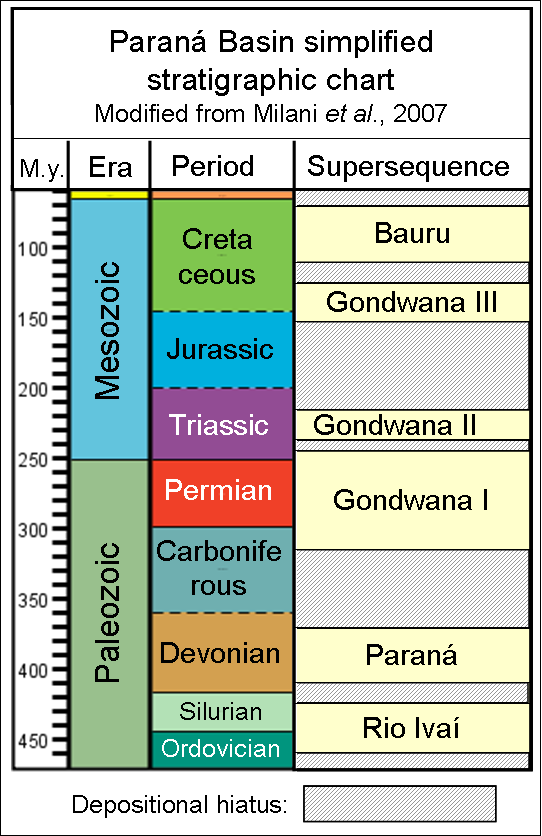
Vereinfachte stratigraphische Tabelle des Paraná-Beckens

Die Sedimentfüllung des Paraná-Beckens umfasst beinahe 400 Millionen Jahre Erdgeschichte. Milani unterteilte 1997 im Sinne Vails die sedimentäre Abfolge im Paraná-Becken in sechs sequenzstratigraphische Supersequenzen zweiter Ordnung. Diese Sequenzen bilden das stratigraphische Gerüst des Beckens und werden ihrerseits von Diskordanzen und bedeutenden Schichtlücken erosiver Natur umgrenzt. Die Sedimentfüllung kann allostratigraphisch in folgende sechs Supersequenzen zweiter Ordnung unterteilt werden (von jung nach alt):
- Bauru-Supersequenz
- Gondwana III-Supersequenz
- Gondwana II-Supersequenz
- Gondwana I-Supersequenz
- Paraná-Supersequenz
- Rio-Ivaí-Supersequenz

Bauru-Supersequenz – Oberkreide (Aptium – bis Maastrichtium)
Nach dem Ausfließen der sehr mächtigen Flutbasalte der Serra-Geral-Formation sackte das Paraná-Becken schüsselförmig ein. In diesem neuentstandenen innerkontinentalen Sedimentationsraum sammelten sich daraufhin die Sedimente der Caiuá-Gruppe und der Bauru-Gruppe. Das Verbreitungsgebiet der Bauru-Supersequenz liegt im zentral nördlichen Abschnitt des Paraná-Beckens und besteht hauptsächlich aus sandigen bis konglomeratischen Sedimenten. Während der Ablagerung der Bauru-Gruppe drangen ultrabasische bis intermediäre Alkaligesteine auf. Der Fossilinhalt dieser Supersequenz beinhaltet Schildkröten, Krokodile und Dinosaurier.
- Bauru-Gruppe. Vorwiegend limnische und fluviatile Faziesgesteine mit Übergängen zu äolischer Sedimentation.
- Caiuá-Gruppe. Äolische Sedimente der damaligen Caiuá-Wüste.

Gondwana III-Supersequenz – Oberjura bis Unterkreide (Berriasium)
Diese Supersequenz wird geprägt vom Aufbrechen Gondwanas, welches letztendlich zur Bildung des Südatlantiks führte. Sie besteht aus der São-Bento-Gruppe mit folgenden Formationen:
- Serra-Geral-Formation. Hauterivium. Bis zu 1700 Meter mächtige bimodale tholeiitische Flutbasalte (Paraná-Basalt), untergeordnet auch Rhyolithe. Diese Vulkangesteine besitzen eine Lücke in ihrer chemischen Zusammensetzung bei 60–64 % SiO2 und setzen sich aus 16 individuellen Einheiten zusammen, die dazwischenliegende Sandsteinlagen der Botucatu-Formation enthalten können. Diese kontinentalen Flutbasalte (Trappbasalte) riesigen Ausmaßes (Bildung einer “Large Igneous Province” – LIP) traten im Zeitraum 137 bis 127 Millionen Jahre BP aus mit einem Höhepunkt in der vulkanischen Aktivität im Zeitraum 133 bis 132 Millionen Jahre BP. Ihre Gesamtfläche erreicht selbst heute noch über eine Million Quadratkilometer. Sie ergossen sich gleichermaßen über das Etendeka-Becken in Namibia und in Angola.
- Botucatu-Formation. Unterkreide. Die Formation repräsentiert einen Erg, der sich über das gesamte Paraná-Becken ausbreitete. Es kam zu einer groß angelegten Desertifizierung des noch vereinten Superkontinents Gondwana, wobei die so genannte «Botucatu-Wüste» mit einer Flächenausdehnung von 1,2 Millionen Quadratkilometern entstand. Die einstigen riesigen Dünenfelder ließen dicke, grob- bis feinkörnige, bis zu 400 Meter mächtige Sandsteinpakete (trockene Dünen- und Interdünenfazies) zurück, die jetzt den Guaraní-Grundwasserleiter beherbergen, weltweit einer der bedeutendsten Grundwasserleiter. Die Formation führt Spuren von primitiven Säugetieren (Brasilichnium elusivum), Ornithopoden und Theropoden.
- Guará-Formation. Oberjura. Mächtigkeit 80 bis 200 Meter. Kontinentale, äolisch-fluviatile Ablagerungen. Nur im Südwestteil des Paraná-Beckens.

Gondwana II-Supersequenz – Indusium bis Rhaetium
Diese Supersequenz aus der Trias markiert den Beginn kontinentaler Sedimentation in einem Südost-Nordwest streichenden Grabenbruchsystem. Sie enthält bedeutende Faunengemeinschaften von Reptilien und Vorläufern von Säugetieren, die mit vergleichbaren Faunengemeinschaften Afrikas korreliert werden können. Sedimentiert wurden hauptsächlich fluviatile Psammite, die eine Mächtigkeit von über 200 Meter erreichen.
- Mata-Sandstein. Rhaetium. Überwiegend sandige Ablagerungen eines sich einschneidenden Zopfstromsystems bei absinkendem Meeresspiegel. Flussläufe mit geringem Krümmungsradius. Die Formation enthält verkieselte Baumstämme.
- Caturrita-Formation. Karnium bis Norium. Mächtigkeit bis zu 60 Meter. Weitflächig verflochtenes und mäandrierendes Flusssystem mit Betonung der sandigen Komponente. Relativ feuchte klimatische Bedingungen. Die Formation ist recht reich an fossilen Tetrapoden – unter anderem werden Cynodontier, Dicynodontier und Dinosaurier in der Ictidosauria-Biozone angetroffen. Weiterhin finden sich Rhynchosaurier, Sphenodontia und Thecodontia.
- Santa-Maria-Formation. Ladinium bis Karnium. Mächtigkeit 200 Meter. An der erosiven Basis feinkörnige bis konglomeratische Sandsteine, untergeordnet rote Silt- und Tonsteine, gefolgt von feinkörnigen Schichtflut- und Seesedimenten, Lössablagerungen und Paläoböden. Den Abschluss bildet eine energiereiche isolierte Zopfstromfazies mit geringem Krümmungsradius. Semiaride klimatische Bedingungen. Sehr fossilreich – Dinodontosaurus- und Hyperodapedon-Biozone mit Archosauriern, Cynodontiern, Dicynodontiern, Dinosauriern, Procolophon, Rhynchosauriern, Sphenodontia und Thecodontia.
- Sanga-do-Cabral-Formation. Indusium bis Olenekium. Sedimente einer alluvialen Zopfstromebene, in der Regel feinschichtige, tafelartige Sandsteine. Typische Flusslaufs- und Suspensionslobenfazies, untergeordnet kommen auch tonige und konglomeratische Lagen vor. Mächtigkeit 50 bis 100 Meter. Vertebratenfauna – Cynodontier, Dicynodontier (Lystrosauria), Dinocephalia, Procolophonoiden (Pareiasauridae), Protorosauria und Temnospondylen (Stereospondyli – Rhytidosteoidea).

Gondwana I-Supersequenz – Oberkarbon bis Oberes Perm
Diese mit 2500 Meter mächtigste Supersequenz des Paraná-Beckens wird von einer bedeutenden Vereisung geprägt, die damalige Eiskappe bedeckte fast das gesamte südliche Gondwana. Der Höhepunkt der Vereisung wurde im Unterkarbon erreicht. Dies verhinderte bis zum Abtauen der Eismassen im Westfalium (Oberkarbon) praktisch jegliche nennenswerte Sedimentation. Sie stellt einen marinen, transgressiv-regressiven Zyklus dar und besteht aus der Passa-Dois-Gruppe, Guatá-Gruppe und der basalen Itararé-Gruppe. Bis zu Beginn der Guatá-Gruppe herrschten dabei offen marine Sedimentationsbedingungen, danach Übergang zum Sedimentationsraum einer Syneklise mit zunehmender Kontinentalisierung.
- Pirambóia-Formation. Oberes Perm (Wuchiapingium). Teerhaltige Sandsteine. Etablierung eines Sandmeeres in Meeresnähe. Nasse äolische Sedimentation mit Dünen- und Interdünenfazies. Auch Wadisedimente kommen vor. Seismite bezeugen die ersten distensiven Bewegungen im Paraná-Becken, die in der Mitteltrias kulminieren.
- Passa-Dois-Gruppe – Rio-do-Rasto-Formation. Mittleres Perm (Wordium und Capitanium). Mächtigkeit 400 bis 550 Meter. Übergang von mariner zu kontinentaler Sedimentation – von intra- und supertidaler über Küstenebenen- hin zu fluvio-deltaischer Fazies (limnische Delta- und Prodeltasedimente). Hauptsächlich rotgefärbte, feinkörnige Sedimente mit Sandsteinlinsen. Fossil erhalten sind Vertebraten – Dicynodontier (Endothiodon), Labyrinthodontier und Rhynchosaurier (Scaphonyx) –, Muscheln, Muschelschaler, Pollen und reichhaltig Pflanzenreste (Glossopteris und viele andere Taxa).
- Passa-Dois-Gruppe – Teresina-Formation. Mittleres Perm (Wordium). 280 bis 330 Meter mächtige Ablagerungen eines epirogenetischen Flachmeeres. Besteht aus mehreren siliziklastischen Sequenzen (dunkle, graugrüne Tonschiefer, Siltsteine und feinkörnige Sandsteine) mit Korngrößenzunahme zum Hangenden. Planparallel- und Flaserschichtung, Oszillationsrippeln, Trockenrisse und große elliptische Kalkkonkretionen. Führt Pflanzenreste, Muscheln und Pollen.
- Passa-Dois-Gruppe – Serra-Alta-Formation. Unteres Perm (Roadium) und Wordium. Mächtigkeit 60 bis 90 Meter. Planparallele dunkelgraue bis schwarze Tonschiefer und Siltsteine mit großen elliptischen Kalkkonkretionen. Knochenlagen von Fischen, untergeordnet auch muschelhaltige Mikrite; Muschelschaler und Pollen.
- Passa-Dois-Gruppe – Irati-Formation. Unteres Perm Roadium. 35 bis 45 Meter mächtige, bituminöse, graublaue bis dunkelgraue Schiefertone (Schwarzschieferfazies), die unterhalb der Wellenbasis in ruhigem Milieu abgelagert wurden. Zum Hangenden Einschaltungen von kalkigen und dolomitischen Lagen. Die Formation stellt ein wichtiges Erdölmuttergestein dar und ist für ihre Mesosaurusfauna (Brazilosaurus, Mesosaurus und Stereosternum) weltberühmt. Sie enthält außerdem Fisch-, Crustaceen- und Pflanzenreste sowie Pollen.
- Passa-Dois-Gruppe. Mittleres bis Oberes Perm (Roadium bis Capitanium). Bis zu 1400 Meter mächtige regressive Einheit. Kontinentalisierung des Paraná-Beckens mit zunehmender Abschnürung vom offenen Ozean.
- Guatá-Gruppe – Palermo-Formation. Kungurium bis Roadium. Flachmarine, von Westen transgredierende (extern neritische) Tonsteine und Tonschiefer. Wellige Linsen- und Flaserschichtung und eingeschaltete feinkörnige Orthoquarzitlagen. Offshorefazies. Erreichen maximaler paläobathymetrischer Bedingungen. Enthält verkieselte Baumstämme (Dadoxilon), Muscheln und Sporen.
- Guatá-Gruppe – Rio-Bonito-Formation. Artinskium bis Kungurium. Mächtigkeit 110 Meter. Cremefarbene bis hellgraue fluviatile Deltasandsteine mit Kohleflözen an der Basis. Anschließende Transgression mit Betonung der tonigen Komponente (graugrüne Ton-, Silt- und feinkörnige Sandsteine) gefolgt von litoralfaziellen Sandsteinen mit riesigen paralischen Kohleablagerungen. Das vollkommene Verschwinden der Eismassen ermöglichte das Aufkommen der Glossopteris-Flora. Wechselnde Fazies deuten auf tektonische Bewegungen im Grundgebirge.
- Guatá-Gruppe. Unteres bis Mittleres Perm. Umstrukturierung der Beckenarchitektur, beginnende Kontinentalisierung mit nordwärts auskeilender, rückgreifender Sedimentation.
- Itararé-Gruppe – Taciba-Formation. Unteres Perm (Mittleres Sakmarium bis Artinskium). Eine klimatische Verbesserung bewirkt ein rapides Abschmelzen der Eismassen und führt zu einem Meeresspiegelhochstand. Massive Diamiktite sowie deren Rutschmassen. Pollen und Sporen, Foraminiferen, aber auch Invertebraten wie Brachiopoden, Gastropoden und Trilobiten, selbst Fischschuppen treten auf. Mächtigkeit über 260 Meter.
- Itararé-Gruppe – Campo-Mourão-Formation. Oberkarbon (Stefanium) bis mittleres Sakmarium. Sandreiche Einheit, enthält ferner Siltsteine, Diamiktite und Rhythmite. Mächtigkeit 450 bis 900 Meter. Pollen und Sporen, Trilobiten
- Itararé-Gruppe – Lagoa-Azul-Formation. Oberkarbon (Westfalium). Stark verkieselte, 325 Meter mächtige Sandsteineinheit. Führt die Roncador-Lage, ein geröllhaltiger Schieferton sedimentiert aus abschmelzenden Eisbergmassen bei Meeresspiegelhochstand. Pollen und Sporen (Potonieisporites-Mikroflora).
- Itararé-Gruppe. Oberkarbon (Westfalium) bis unteres Perm (Sakmarium/Artinskium). Bis zu 1500 mächtige, sowohl glaziomarine als auch glaziokontinentale Sedimente, hauptsächlich Sandsteine, Diamiktite, Konglomerate und Tonsteine. Trilobitenfunde (Tasmanites) belegen den marinen Charakter. Weitverbreitet sind glazigene Faziesgesteine wie zum Beispiel warvenartige Rhythmite, die nach dem Abschmelzen der Eismassen abgelagert wurden. Südwärts auskeilende Sedimentation (Onlap) gemäß der nach Süden sich zurückziehenden Eiskappe (beziehungsweise dem allmählichen Nordwärtsdriften Gondwanas). Im Norden und Westen des Paraná-Beckens kam es zeitgleich zur Sedimentation von kontinentalen Rotsedimenten, der Aquidauana-Formation.

Hiatus: 55 Millionen Jahre repräsentierende Schichtlücke
Paraná-Supersequenz – Devon
Von Westen erfolgende marine Ingression (weitflächige Transgression), die hauptsächlich detritische Serien und dunkle Mergel hinterließ. Die Gesamtmächtigkeit beträgt 1000 Meter. Ein vollständiger, offen marin, transgressiv-regressiver Zyklus.
- Ponta-Grossa-Formation. Mittel- bis Oberdevon (Emsium bis Frasnium). Bis 850 Meter mächtige, neritisch tonige Sedimente (laminierte Schwarzschiefer), die sehr reich an Makro- und Spurenfossilien sind (Invertebraten aus der Malvinokaffrischen Fauna sowie Pflanzenreste). Erreichen des Meeresspiegelhochstandes im unteren Drittel, gefolgt von (regressiver) Deltafazies in den beiden oberen Dritteln. Die Formation stellt ein bedeutendes Erdölmuttergestein dar.
- Furnas-Formation an der Basis. Unterdevon. Lochkovium bis Emsium. Seichte Plattformsedimente. Mittel- bis grobkörnige, schräggeschichtete kaolinitreiche Sandsteinpakete. Quarzarenite und Subarkosen mit einer Mächtigkeit von 260 Meter.

Rio-Ivaí-Supersequenz – Oberes Ordovizium bis Llandovery
Diese basale Supersequenz stellt einen offen marin, transgressiv-regressiven Zyklus dar. Während des Zeitraums vom Oberen Ordovizium bis ins Untere Silur wurde sie unmittelbar auf dem vorordovizischen Grundgebirge abgelagert. Die Supersequenz erreicht eine Gesamtmächtigkeit von 1000 Meter und setzt sich aus drei Formationen zusammen:
- Vila-Maria-Formation. Unteres Silur. Eine dicke, tonige Abfolge (glimmerreiche Schiefertone und feinkörnige Sandsteine), die sehr reich an Fossilien ist – Graptolithen, Trilobiten, Brachiopoden, Mollusken, Chitinozoa, Phytoplankton und Sporen.
- Rio-Ivaí-Formation beziehungsweise Iapó-Formation. Mehrere Zehner Meter mächtige, glazigene, ordovizische Sedimente (Diamiktite). Die oberordovizische Ashgill-Vereisung hatte große Teile Gondwanas erfasst.
- Alto-Garças-Formation. Hauptsächlich ordovizische Konglomerate und Sandsteine. Mächtigkeit bis zu 300 Meter. Der assoziierte Três-Lagoas-Basalt, Paläoströmungsanalysen und Beckenvertiefungen lassen während der Bildung des Paraná-Beckens auf Nordost-Südwest orientierte, grabenbruchartige Vorgänge schließen.

Die während der Dehnungsphase des Brasiliano-Orogens (520 bis 480 Millionen Jahre BP) ebenfalls in Grabenbrüchen gebildeten Sedimente aus der Castro-Gruppe und der Itajaí-Gruppe waren bereits derselben Streichrichtung gefolgt. Sie können als Vorläufer der eigentlichen Sedimentation im Paraná-Becken angesehen werden.

### Synoptische Tabelle
| Supersequenz | Gruppe         | Formation           | Alter                       | Mächtigkeit                                           | Beschreibung | Fossilien |
| ------------ | -------------- | ------------------- | --------------------------- | ----------------------------------------------------- | --- | --- |
| Bauru        | Bauru          |                     | Turonium bis Maastrichtium  | ~ 300 Meter                                           | Kontinental siliziklastische Sedimente, semiarides Klima; Wadi-, Playa- und Dünenfazies | Krokodile, einige Dinosaurier |
|              | Caiuá          |                     | Aptium bis Turonium         |                                                       | Kontinental äolische Sedimente, arides Klima; Dünen-, Interdünen und Sandebenenfazies | Tetrapodenspuren |
| Gondwana III | São Bento      | Serra Geral         | Hauterivium                 | 1700 Meter                                            | Tholeiitische Flutbasalte; zwischengeschaltete Wüstensande | |
|              |                | Botucatu            | Unterkreide bis Hauterivium | Bis zu 400 Meter                                      | Kontinental äolische Sedimente; arides Klima; Dünen- und Interdünenfazies | Spuren von Ornithopoden, Säugetieren und Theropoden                                                                                     |
|              |                | Guará               | Oberjura                    | 80 bis 200 Meter                                      | Kontinentale äolisch-fluviatile Ablagerungen | |
| Gondwana II  | Rosário do Sul | Mata Sandstein      | Rhaetium                    |                                                       | Kontinentale fluviatile Sedimente; sandige Zopfstromfazies bei absinkendem Meeresspiegel | Verkieselte Baumstämme |
|              |                | Caturrita-Formation | Karnium bis Norium          | Bis zu 60 Meter                                       | Weitflächig verflochtenes Flusssystem mit Betonung der sandigen Komponente; relativ feuchtes Klima                                                                                           | Cynodontier, Dicynodontier, Dinosaurier, Rhynchosaurier, Sphenodontia und Thecodontia                                                   |
|              |                | Santa Maria         | Ladinium bis Karnium        | 200 Meter                                             | Basiskonglomerat und einschneidende sandige Tiefstandsedimentation, dann sandige Schichtflut- und Seesedimente gefolgt von einer energiereichen isolierten Zopfstromfazies; semiarides Klima | Archosaurier, Cynodontier, Dicynodontier, Dinosaurier, Procolophon, Rhynchosaurier, Sphenodontia und Thecodontia                        |
|              |                | Sanga do Cabral     | Indusium bis Olenekium      | 50 bis 100 Meter                                      | Alluviale Zopfstromebene mit tafelartigen feinschichtigen Sandsteinen. Flusslaufsfazies und Suspensionssedimentation, vereinzelt auch konglomeratische Lagen                                 | Vertebraten – Cynodontier, Dicynodontier, Dinocephalia, Procolophoniden, Protorosauria und Temnospondylen                               |
| Gondwana I   |                | Pirambóia           | Wuchiapingium               | Suppersequenz insgesamt 2500 Meter                    | Nasse äolische Sandmeersedimente. Dünen-, Interdünen- und Wadifazies | |
|              | Passa Dois     | Rio do Rasto        | Wordium und Capitanium      | Gruppe insgesamt bis zu 1400 Meter; 400 bis 550 Meter | Limnische Delta- und Prodeltasedimente | Vertebraten (Dicynodontier, Labyrinthodontier, Rhynchosaurier), Muscheln, Muschelschaler, Pollen und Pflanzenreste (u. a. Glossopteris) |
|              |                | Teresina            | Wordium                     | 280 bis 330 Meter                                     | Flachmarine Ablagerungen | Pflanzenreste, Muscheln und Pollen |
|              |                | Serra Alta          | Roadium und Wordium         | 60 bis 90 Meter                                       | Dunkle Tonschiefer mit Kalkkonkretionen und Mikriten | Fischknochen, Muscheln, Muschelschaler und Pollen                                                                                       |
|              |                | Irati               | Roadium                     | 35 bis 45 Meter                                       | Schwarzschieferfazies mit bituminösen Schiefertonen | Mesosaurusfauna; Fische; Crustaceen, Pflanzen und Pollen                                                                                |
|              | Guatá          | Palermo             | Kungurium bis Roadium       |                                                       | Transgressive flachmarine Tonsedimente mit feinkörnigen Orthoquarziten | Verkieselte Baumstämme, Muscheln, Sporen                                                                                                |
|              |                | Rio Bonito          | Artinskium                  | 110 Meter                                             | Fluviatile Deltaandsteine mit Kohleflözen an der Basis, gefolgt von transgressiven Tonsteinen (marin) und riesigen paralischen Kohleablagerungen                                             | Glossopterisflora; Megasporen |
|              | Itararé        | Taciba              | Sakmarium bis Artinskium    | Gruppe insgesamt 1500 Meter; über 260 Meter           | Massive Diamiktite und deren Rutschmassen | Fischschuppen; Brachiopoden, Gastropoden, Trilobiten; Foraminiferen, Pollen und Sporen                                                  |
|              |                | Campo Mourão        | Stefanium bis Sakmarium     | 450 bis 900 Meter                                     | Vorwiegend Sandsteine, auch Siltsteine, Diamiktite und Rhythmite | Trilobiten; Pollen und Sporen |
|              |                | Lagoa Azul          | Westfalium                  | 325 Meter                                             | Verkieselte Sandsteine mit diamiktitischer Roncador-Lage | Pollen und Sporen |
| Paraná       |                | Ponta Grossa        | Emsium bis Frasnium         | 850 Meter                                             | Neritische tonreiche Sedimente; Erdölmuttergestein | Malvinokaffrische Invertebratenfauna und Pflanzenreste                                                                                  |
|              |                | Furnas              | Lochkovium bis Emsium       | 260 Meter                                             | Kaolinitreiche Sandsteine der seichten Plattfformfazies | |
| Rio Ivaí     |                | Vila Maria          | Llandovery                  | Supersequenz insgesamt 1000 Meter                     | Glimmerreiche Schiefertone und feinkörnige Sandsteine | Brachiopoden, Chitinozoa, Graptolithen, Mollusken, Phytoplankton, Sporen und Trilobiten.                                                |
|              |                | Rio Ivaí            | Oberstes Ordovizium         | Mehrere Zehner Meter                                  | Glazigene Diamiktite | |
|              |                | Alto Garças         | Oberes Ordovizium           | Bis zu 300 Meter                                      | Konglomerate und Sandsteine mit assoziiertem Três-Lagoas-Basalt | |

## Sedimentäre Entwicklung

### Subsidenz
Die erste größere Absenkung erlebte das Paraná-Becken bereits im Mitteldevon während der Ablagerung der Paraná-Supersequenz. Die Hauptsubsidenz erfolgte aber im Perm mit der mächtigen Sedimentauflast der Gondwana I Supersequenz. Der Flutbasaltmagmatismus hatte seinen Höhepunkt um 130 Millionen Jahre BP (in der Unterkreide). Seitdem sinkt das Becken bis auf den heutigen Tag weiterhin stetig ein, jedoch nicht mehr so stark wie bei den beiden vorhin zitierten Ereignissen.

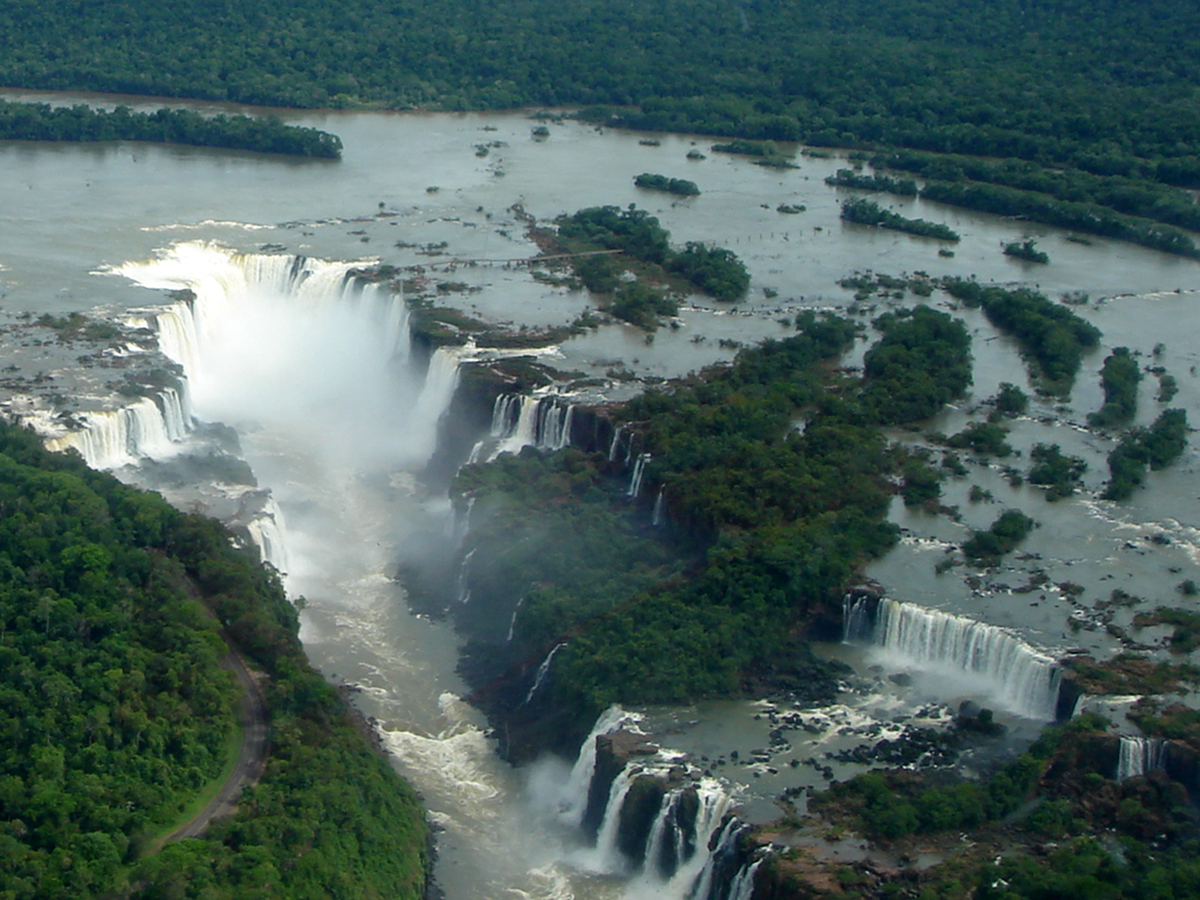
Iguazú-Wasserfälle

## Tektonische Entwicklung
Die jetzige zentrale Tiefenachse des Paraná-Beckens verläuft in NNO-SSW-Richtung, in etwa parallel zur Atlantikküste. Während des Paläozoikums und des Altmesozoikums gab es diese Strukturierung noch nicht, vielmehr zeigte der damalige Raum eine flache, tiefliegende Tafel mit einer weitgespannten epirogenen Wellung, deren Achsenrichtung mehr oder weniger in SE-NW-Richtung verlief. Die enorme Lavaförderung im Jungmesozoikum dürfte dann eine Umstrukturierung ausgelöst haben. Es bildeten sich einzelne Basaltschüsseln heraus, die sich bis in die Oberkreide hinein einmuldeten. Erst im Tertiär nahm das Becken seine jetzige Struktur an, gleichzeitig setzte eine starke Heraushebung seines Ostrandes ein, die zur Freilegung des neoproterozoischen Grundgebirges führte (zum Beispiel in der Serra do Mar) und gleichzeitig eine Einkippung des gesamten Beckens gegen Westen bzw. Südwesten mit sich brachte. Der Westrand blieb von diesen tektonischen Bewegungen relativ unberührt. Streng genommen stellt das Paraná-Becken daher gar kein muldenförmiges Becken dar, sondern ist vielmehr eine riesige, nach Südwesten geneigte Kippscholle mit einer zum Teil tektonisch bedingten Einmuldung entlang seiner Zentralachse. Entlang dieser Zentralachse erfolgte mit relativ geringer Sprunghöhe (etwa 30 Meter) ein Bruch, der zur Anhebung der westlichen Scholle führte. Dieser Bruchlinie folgt jetzt der Paraná in seinem Oberlauf.
Weitere bedeutende tektonische Strukturen des Paraná-Beckens sind breite antiklinalartige Aufwölbungen des Grundgebirges (engl. arches), die Gesteine der paläozoischen Formationen an die Oberfläche bringen, wie z. B. der Punta-Grossa-Arch, der von Curitiba gegen Nordwesten streicht, oder weiter südlich der parallel dazu verlaufende Rio-Grande-Arch in Rio Grande do Sul, der Aceguá-Arch an der Grenze zu Uruguay, der Tambores-Arch im nördlichen Uruguay, sowie der Nordnordost-Südsüdwest streichende Asunción-Arch an der Westseite des Beckens.

## Assoziierter Magmatismus
Mit Beginn des Valanginiums (Unterkreide) wurde das Paraná-Becken von ausgedehntem Magmatismus erfasst, der sich in drei Gruppierungen untergliedern lässt:
Kaliumreiche Alkaligesteine
Sie stehen mit der Anfangsphase des Auseinanderbrechens (Rifting) von Südamerika und Südafrika in Verbindung. Diese magmatischen Gesteine bildeten dabei folgende Gesteinstypen aus:
- alkalische Basalt-Trachyt-Reihe
- Basanit-peralkalischer Phonolith-Reihe
- alkalische Karbonatite[8]

Die K-reichen Alkaligesteine wurden in zwei Schüben geliefert. Der erste erfolgte während des Valanginiums vor 140 bis 138 Millionen Jahren BP (vor Austreten der tholeiitischen Flutbasalte), der zweite im Barremium vor 128 bis 126 Millionen Jahren BP nach Austreten der tholeiitischen Flutbasalte. Verbreitungsgebiet der kaliumreichen Alkaligesteine sind hauptsächlich das östliche Paraná-Becken, der Punta-Grossa-Arch, aber auch der Moçamedes-Arch in Angola. Geochemisch zeichnen sie sich durch eine negative Ta-Nb-Ti-Anomalie, stark fraktionierte REE und angereichertes radiogenes Strontium aus. Ihr Volumen ist im Vergleich zu den Flutbasalten relativ niedrig.
Kontinentaler-Flutbasalt-Magmatismus (CFB)  der Serra-Geral-Formation

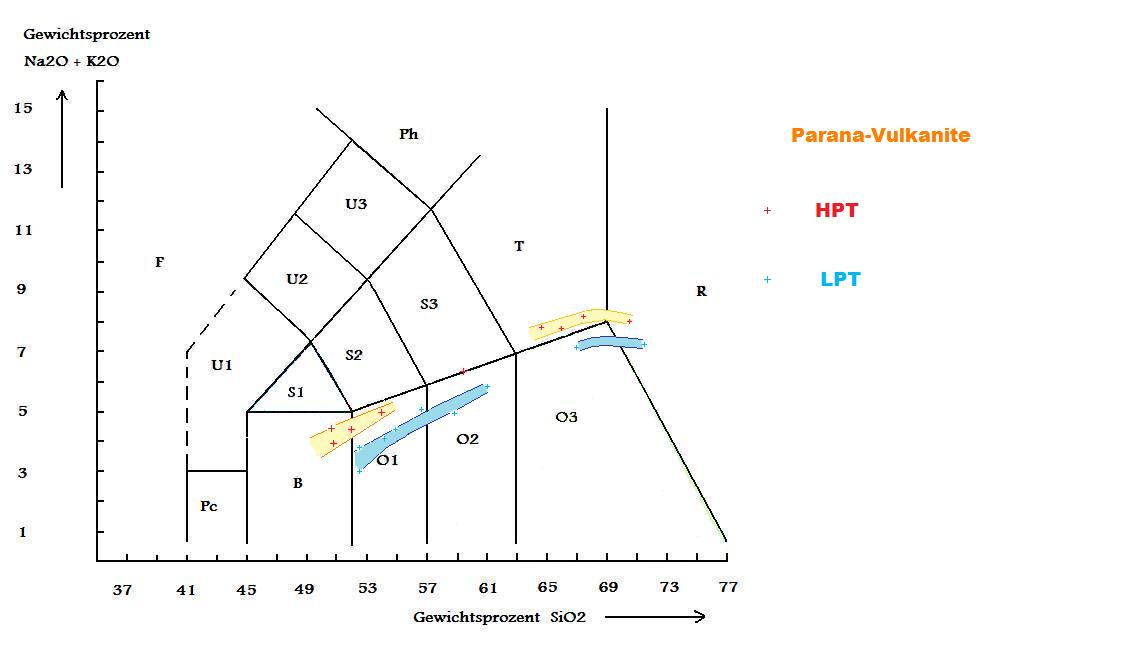
Ausgewählte Zusammensetzungen der Paraná-Vulkanitreihe (Flutbasalte), Daten von Bellieni et al. 1986. Gut erkennbar die Lücke (Bunsen-Daly-Lücke) bei Andesiten und Daciten und die erhöhte Alkalinität der HPT-Reihe

Die Paraná-Flutbasalte sind mit 1,2 Millionen Quadratkilometer nach den Trappbasalten Sibiriens die zweitbedeutendsten kontinentalen Flutbasalte der Erde. Sie erreichen im Zentralteil des Paraná-Beckens eine Gesamtmächtigkeit von 2000 Meter. Ihre Förderung erfolgte vor 133 bis 132 Millionen Jahre BP im Hauterivium – noch vor Einsetzen der eigentlichen Ozeanspreizung im Südatlantik, die anhand der magnetischen Anomalie M4 auf 127 bis 125 Millionen Jahre BP (Barremium) datiert wurde. Die Flutbasalte lassen sich in Ti-reiche (HPT) und Ti-arme (LPT) Varietäten trennen. Es handelt sich um meist bimodale, subalkalische Gesteine der Basalt-Rhyolith Hauptreihe, die im Bereich der Andesite und Dacite ein deutliches „Silica Gap“ (SiO2-Lücke) aufweisen.
Natriumreiche Alkaligesteine
Folgende Gesteinstypen kamen zur Ausbildung:
- Ankaratrite
- Nephelinite
- Phonolithe

Die natriumreichen Alkaligesteine sind volumenmäßig wesentlich bedeutender als die Kaliumreichen. Sie wurden ebenfalls in zwei größeren Schüben geliefert. Der erste erfolgte um 118 Millionen Jahren BP im Aptium am Westrand des Paraná-Beckens in Ostparaguay (San Juan Bautista) während eines fortgeschrittenen Stadiums des kontinentalen Auseinanderdriftens. Während des Zeitraumes 60 bis 50 Millionen Jahre BP, also während des oberen Paläozäns und des unteren Eozäns, kam es dann zum zweiten Schub. Verbreitungsgebiet des zweiten Schubes war erneut Ostparaguay (Asunción), das nördliche Paraná-Becken sowie der Randbereich des São-Francisco-Kratons (Alto Paranaíba, Serra do Mar, Ipanema, Lages, Punta Grossa Arch). Diese Gesteine haben im Gegensatz zu den kaliumreichen Alkaligesteinen eine kleine positive Ta-Nb-Anomalie.

### Magmenentstehung
Zur Erklärung der Paraná-Magmenprovinz und generell der kontinentalen Flutbasalte wurde bisher meist das sich durch aktiven Materialtransport auszeichnende «Mantle Plume»-Model der Hotspots herangezogen. So zum Beispiel der Tristan-da-Cunha-Hotspot, dessen Spur sich über den Rio-Grande-Rücken bis in Richtung des Punta-Grossa-Arch verfolgen lässt, oder die Spur des Vitória-Trindade-Hotspots weiter im Norden. Dieses Model kann allerdings nicht alle geochemischen Eigenschaften der Magmatite des Paraná-Beckens erklären. Es werden derzeit unterschiedliche genetische Modelle in Betracht gezogen darunter ein sogenanntes “Edge Driven”-Konvektionszellenmodell als alleiniger oder eingreifender Faktor, oder das Modell heterogener Magmenreservoire im Lithosphärenmantel bevorzugt, welche allein durch partielles Aufschmelzen ohne aktiven Materialtransport erzeugt wurden. Als Ausgangsgesteine hierbei gelten phlogopitführende Granatperidotite, die in einem anomal heißen Asthenosphärenmantel (unter anomal heißem thermischen Regime) partiell aufgeschmolzen wurden. Weiterhin wird angenommen, dass diese Mantelgesteine dem wasserhaltigen und metasomatisierten Adertypus angehören dürften.
Generell lässt sich anhand der Sr-Nd-Systematik schlussfolgern, dass sämtliche magmatischen Gesteine des Paraná-Beckens ein heterogenes Mischungsprodukt von zwei Komponenten sind: einer angereicherten Mantelkomponente (EM I oder EM II) und einer an inkompatiblen Elementen abgereicherten Mantelkomponente (DMM oder HIMU). Letztere war bei der Bildung der Natriumgesteine von entscheidender Bedeutung. Die hohen Strontiumgehalte der Kaliumgesteine und der Ti-armen Flutbasalte deuten überdies auf Kontamination durch Krustengesteine.

## Grundwasser
Der Guaraní-Aquifer ist weltweit einer der größten Grundwasserleiter und somit für Argentinien, Brasilien, Paraguay und Uruguay ein enorm wichtiges Vorkommen an Trinkwasser. Der Grundwasserleiter besteht aus den durchlässigen Sandsteinen der Botucatu- und der Pirambóia-Formation. Sein Einzugsgebiet umfasst 1,2 Millionen Quadratkilometer und er führt ein geschätztes Volumen von 37 000 Kubikkilometern Trinkwasser.

## Syngenetische Bodenschätze

### Kohle
Die brasilianischen Kohlereserven werden auf 32 Milliarden Tonnen geschätzt. Die Kohle ist bituminös bis leicht bituminös und meist an die Sandsteine der Rio-Bonito-Formation gebunden. Hauptproduzenten sind bzw. waren Rio Grande do Sul (bei São Jerônimo) und Santa Catarina (bei Tubarão), untergeordnet auch Paraná und São Paulo.

### Ölschiefer
Seit 1972 extrahiert Petrobras in São Mateus do Sul, einer Stadt im Bundesstaat Paraná, Kohlenwasserstoffe aus den Ölschiefern der Irati-Formation. Angewendet wird das Petrosix-Verfahren, von dem Petrobras die Patentrechte besitzt. Die Vorräte der Irati-Formation in den Bundesstaaten São Paulo, Paraná, Santa Catarina und Rio Grande do Sul werden auf 700 Millionen Barrel Erdöl, 5 Millionen Tonnen Flüssiggas (LPG), 25 Milliarden Kubikmeter Schiefergas und 18 Millionen Tonnen Schwefel geschätzt.